# Kębłowo Nowowiejskie
Kębłowo Nowowiejskie (kaszb. Kãbłowò lub też Kãbòła, niem. Kamelow) – wieś kaszubska w Polsce, położona w województwie pomorskim, w powiecie lęborskim, w gminie Nowa Wieś Lęborska. 
| SIMC    | Nazwa  | Rodzaj     |
| ------- | ------ | ---------- |
| 0748371 | Łowcze | przysiółek |

Wieś jest siedzibą sołectwa Kębłowo Nowowiejskie w którego skład wchodzi również Łowcze.
W latach 1975–1998 miejscowość administracyjnie należała do województwa słupskiego.

## Historia
Najstarsze wzmianki pochodzą z 1402. Wieś wtedy należała do grodu lęborskiego będąc jego rolniczym zapleczem (podobnie jak Nowa wieś Lęborski i Lubowidz). Przywilej ten potwierdził w 1507 r. książę Bogusław X, a w 1658 r. elektor brandenburski. Dopiero w pierwszej połowie XIX wieku chłopi z Kębłowa wyzwolili się od czynszu na rzecz miasta.